# Canal Fiesta Radio
Canal Fiesta Radio est une station de radio appartenant au groupe audiovisuel public andalou Radio y Televisión de Andalucía. Lancée en 2001, elle émet en modulation de fréquence dans l'ensemble de la communauté autonome d'Andalousie. La station dispose de dix centres de diffusion (Huelva, Séville, Cordoue, Jaén, Cádiz, Malaga, Grenade, Jerez de la Frontera, Almería et Algésiras).

## Présentation
Canal Fiesta Radio, comme son nom le laisse suggérer, est essentiellement consacrée au divertissement et à la musique espagnole ou hispanophone. L'identité de la station est basée sur des styles bien particuliers : pop, pop rock, variétés, flamenco et musiques latines. La culture régionale n'est pas en reste, Canal Fiesta ouvrant son antenne à des artistes locaux, connus ou en devenir. Parmi les émissions à succès figurent notamment le « Top 50 », établi à partir du vote des auditeurs, ou encore « Cuenta atrás », présenté chaque samedi matin par José Antonio Domínguez.
Le matin, les auditeurs de Canal Fiesta sont réveillés par « Anda Levanta » du lundi au vendredi de 7 heures à 10 heures (avec une compilation "best-of" le samedi de 8 heures à 10 heures), programme de divertissement présenté par Manuel Triviño. En soirée, José Antonio Domínguez propose du programme « Cuenta Atrás » de 20 heures à 22 heures. Au samedi, le "Top 50" de l'émission est diffusée en direct de 10 heures à 14 heures. Enfin, le reste du programme de la semaine suit le programme « Fórmula Fiesta », essentiellement musical.
Canal Fiesta est à l'origine de grands concerts, baptisés « Fiestas del Fiesta ». Pouvant réunir jusqu'à 20 000 personnes, ils sont retransmis en direct à la radio, et souvent repris (en direct ou en différé) par la télévision publique andalouse (Canal Sur Televisión et Andalucía Televisión, notamment).

## Fréquences
- Almeria : 102.5 MHz
- Cádiz : 88.1 MHz
- Cordoue : 101.3 MHz
- Grenade : 97.1 MHz
- Huelva : 102.2 MHz
- Jaén : 97.9 MHz
- Málaga : 105.8 MHz
- Séville : 103.9 MHz

### Sources
- (es) Cet article est partiellement ou en totalité issu de l’article de Wikipédia en espagnol intitulé « Canal Fiesta Radio » (voir la liste des auteurs).